# Getaway - rymmarna (1972)
Getaway - rymmarna (originaltitel: The Getaway) är en amerikansk film från 1972 i regi av Sam Peckinpah.

## Handling
Doc McCoy (Steve McQueen) avtjänar ett långt straff för rån och ber sin fru Carol (Ali MacGraw) arrangera ett avtal med fängelsedirektören så att han får villkorlig frigivning. Den korrumperade fängelsedirektören vill att McCoy rånar en bank åt honom i utbyte mot detta. Under och efter rånet går dock inte allt som planerat.

## Produktion och uppföljare
En nyinspelning gjordes 1994 med Alec Baldwin och Kim Basinger i huvudrollerna, se Getaway - rymmarna (1994).